# Antoni Wrzosek

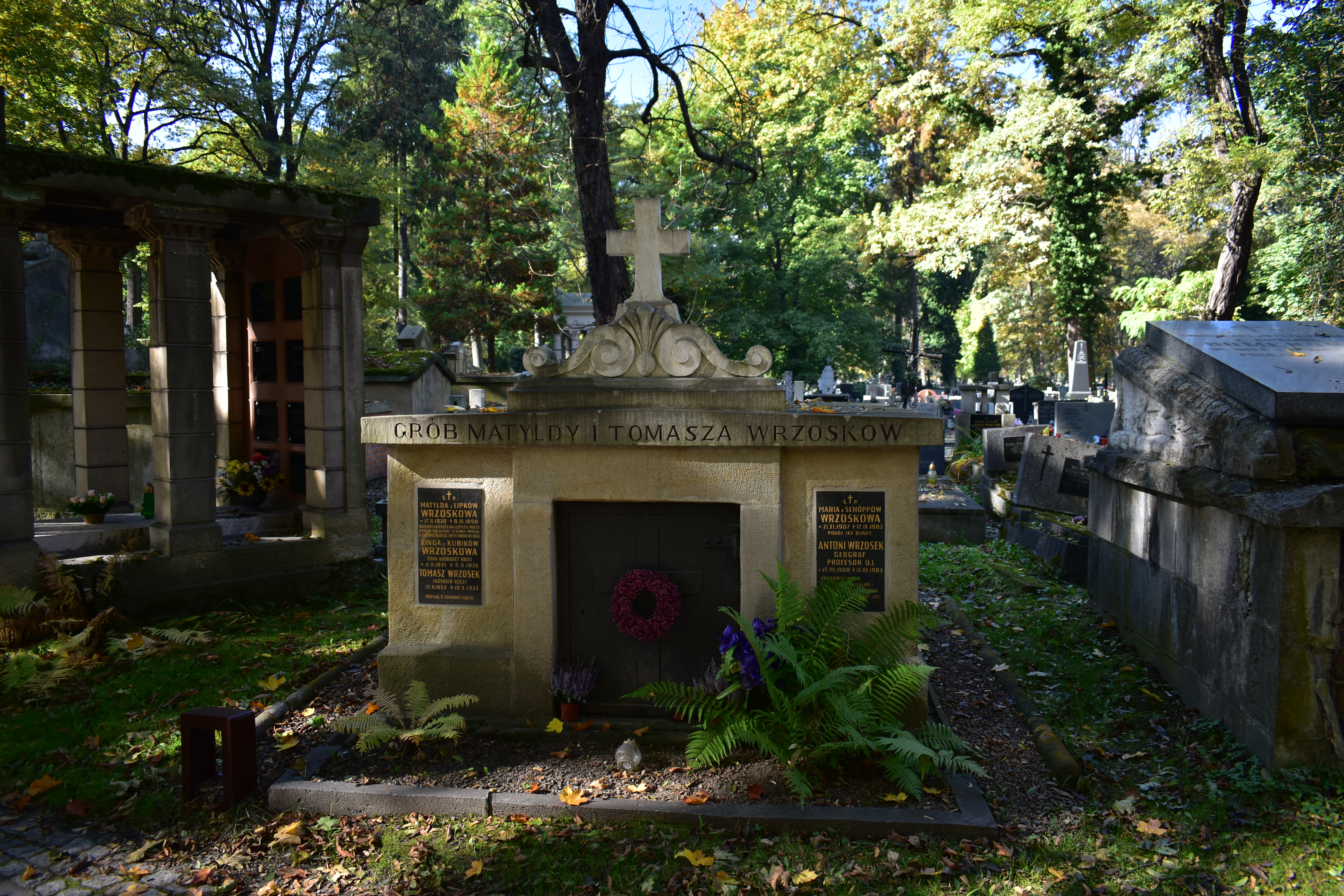
Grobowiec rodzinny Wrzosków na krakowskim cmentarzu Rakowickim

Antoni Wrzosek (ur. 15 lipca 1908 w Krakowie, zm. 13 grudnia 1983 tamże) – geograf, profesor geografii Uniwersytetu Jagiellońskiego; specjalizował się w geografii turyzmu.

## Życiorys
Był absolwentem Uniwersytetu Jagiellońskiego, gdzie w 1933 obronił pracę doktorską. Następnie pracował w Instytucie Bałtyckim w Toruniu oraz Gdyni, Katedrze Antropologii Uniwersytetu Warszawskiego, a w latach 1936–1939 pełnił funkcję wicedyrektora Instytutu Śląskiego w Katowicach. Po II wojnie światowej powrócił do pracy w katowickim Instytucie; został wówczas prezesem tamtejszego Oddziału Polskiego Towarzystwa Krajoznawczego. W 1947 roku przeniósł się do Wrocławia, gdzie w latach 1947–1948 wraz z Mieczysławem Klimaszewskim opracował polskie nazewnictwo w Sudetach. W 1948 habilitował się na Uniwersytecie Wrocławskim, a w latach 1953–1955 pełnił funkcję rektora Wyższej Szkoły Ekonomicznej we Wrocławiu. W 1955 roku powrócił do Krakowa, by objąć kierownictwo Katedry Geografii Ekonomicznej Uniwersytetu Jagiellońskiego; funkcję tę pełnił do 1978. Ponadto w latach 1955–1965 kierował Katedrą Geografii Regionalnej Wyższej Szkoły Pedagogicznej w Krakowie.
Był również członkiem Komitetu Przestrzennego Zagospodarowania Kraju Polskiej Akademii Nauk oraz Komitetu Zagospodarowania Ziem Górskich Polskiej Akademii Nauk, któremu przewodniczył w latach 1969–1971. Przyznano mu także członkostwo honorowe Polskiego Towarzystwa Geograficznego.
Oprócz pracy naukowej działał aktywnie w organizacjach turystycznych: Polskim Towarzystwie Tatrzańskim, Polskim Towarzystwie Krajoznawczym, a następnie w PTTK. Jako działacz turystyczny otrzymał m.in. legitymację Honorowego Przodownika GOT wraz z odznaką (1969) oraz legitymację „Zasłużony działacz turystyki” (1971). Przy jego wydatnej pomocy w 1947 powstało Towarzystwo Miłośników Ziemi Kłodzkiej. Publikował również liczne artykuły, m.in. w roczniku „Wierchy”. Jego przedwojenne publikacje dotyczyły Karpat Wschodnich oraz Tatr, natomiast po wojnie pisał głównie na temat Sudetów i Dolnego Śląska. Opracował również biografie geografów: Ludomira Sawickiego oraz Františka Vitáska.
Zmarł 13 grudnia 1983 w Krakowie. Został pochowany na tamtejszym cmentarzu Rakowickim 17 grudnia 1983.

## Ordery i odznaczenia
- Krzyż Kawalerski Orderu Odrodzenia Polski
- Złoty Krzyż Zasługi (1955)[3]
- Medal 10-lecia Polski Ludowej (1955)[4]
- Odznaka 1000-lecia Państwa Polskiego
- Odznaka tytułu honorowego „Zasłużony Nauczyciel Polskiej Rzeczypospolitej Ludowej”
- Odznaczenia regionalne województw katowickiego, krakowskiego, opolskiego, Dolnego Śląska

## Wybrane publikacje
- Śląsk. Obraz geograficzno-gospodarczy (1948),
- Województwo wrocławskie (1952),
- Nowe ziemie Śląska jako teren turystyczny (1946),
- Turystyka i uzdrowiska na Dolnym Śląsku (1947),
- Turystyka i uzdrowiska na Śląsku (1948),
- Ziemia Kłodzka (1948, ze Zbigniewem Kulczyckim) OCLC 297628890
- Przewodnik po Wrocławiu (1948).